# Luk Perceval

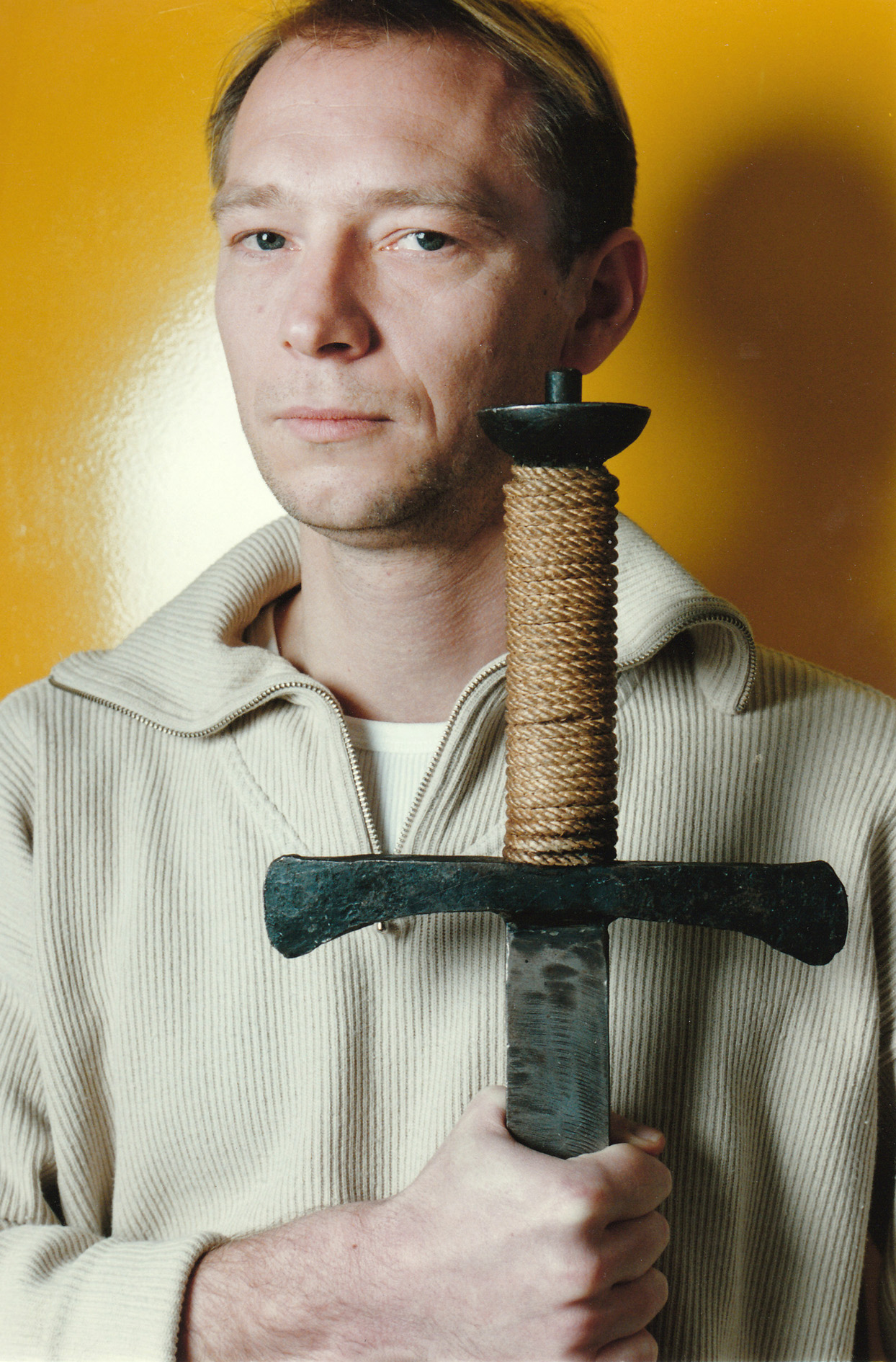
Luk Perceval, 1997

Luk Perceval (Lommel, 30 mei 1957) is een Belgische acteur en theaterregisseur.

## Biografie
Luk Perceval groeide op in een schippersgezin. Hij studeerde in 1979 af als acteur aan het Koninklijk Vlaams Conservatorium in Antwerpen. Hier raakte hij danig onder de indruk van Dora van der Groen. Hij was tussen 1980 en 1985 als acteur bij de Koninklijke Nederlandse Schouwburg (KNS), waar hij al vlug hoofdrollen kreeg toebedeeld van Walter Tillemans. Hij gaf vanaf 1981 acteerles aan het Koninklijk Vlaams Conservatorium Antwerpen. Samen met Guy Joosten richtte hij in 1984 in Gent de Blauwe Maandag Compagnie (BMC) op. Dit nieuwe gezelschap wil een reactie zijn op de traditionele manier van theater maken zoals dat toen onder meer bij de KNS gebeurde. Zo zijn de eerste producties bij de BMC voor een groot deel gebaseerd op improvisatie.
In 1998 stichtte Perceval Het Toneelhuis: een fusie tussen de Gentse BMC en de Antwerpse KNS. De thuisbasis van Het Toneelhuis is de Bourlaschouwburg in Antwerpen. In 2005 werd Perceval aangesteld als huisregisseur van de Schaubühne am Leniner Platz Berlin.

## Werkwijze en karakter van het werk
Perceval heeft een eigen methode ontwikkeld om de acteurs zo goed mogelijk te doordringen met hun tekst. Hij gaat ervan uit dat een acteur niet alleen psychisch, maar ook fysiek klaar moet zijn om een voorstelling aan te pakken. Daarom moeten de acteurs voor ze met de repetitie beginnen hun opwarmingsoefeningen doen. Tijdens het lopen en bewegen moeten ze hun tekst mechanisch opdreunen, opdat de tekst volledig met het lichaam vergroeit. Een te vaste regieaanwijzing vanaf de eerste repetitie doodt de fantasie van de speler.
Perceval wil steeds een bepaalde herkenbaarheid in zijn werk leggen, ook in de teksten van buitenlandse auteurs (zie citaten). Het is dan ook niet zo vreemd dat het thema 'familie' in zijn werk als regisseur een grote rol speelt (bijvoorbeeld Voader, 1990 en Strange Interlude, 1990). Belangrijk om weten is dat bij Perceval het herleiden van stukken naar een (Vlaamse) herkenbaarheid steeds gepaard gaan met een kritische houding. Zijn kritiek treedt vooral in Wilde Lea (1991) op de voorgrond. In dit stuk klaagt hij de stompzinnige aspecten van de Vlaamse 'cultuur' aan: schlagers, Eddy Wally, Wendy van Wanten e.d.
Toch reikt Percevals interesse veel verder dan de eigen maatschappij en de kritiek erop. In sommige van zijn stukken gaat hij op zoek naar een meer universele kijk op mens en maatschappij. Rekening houdende met deze zoektocht is het niet zo verwonderlijk dat Perceval zijn bronnen vaak gaat halen bij de grote namen van het Westerse theater: Shakespeare, Wedekind, Tsjechov, Strindberg, Racine enz.
Het meest opvallende theaterstuk van Luk Perceval is ongetwijfeld Ten Oorlog. Samen met Tom Lanoye schreef Perceval een theatertekst, gebaseerd op de koningsdrama's van William Shakespeare. Deze herwerking zou resulteren in een voorstelling die negen uur duurt. Na voor recordaantallen bezoekers in Vlaanderen en Nederland gespeeld te hebben wordt Perceval door de Salzburger Festspiele en het Deutsches Schauspielhaus Hamburg gevraagd een Duitse versie te brengen: Schlachten!.

## Prijzen en erkenningen
Het oeuvre van Perceval heeft verschillende prijzen en erkenningen opgeleverd zowel voor de regisseur alsook voor de acteurs in Percevals stukken. Wat volgt is een opsomming van de belangrijkste prijzen en erkenningen:
Het theaterstuk Cucaracha - of ons kleiner lot van verbijstering werd in 1986 uitgenodigd op het Festival van Avignon.
Bij het stuk Othello kreeg acteur Warre Borgmans in 1986 de Jan Oscar De Gruyter-prijs voor zijn vertolking van Jago.
Els Dottermans ontving in 1989 de Colombina voor haar rol als Nina in De Meeuw.
Perceval won in 1991 de Jan Oscar De Gruyter-prijs voor zijn regiewerk in de stukken Strange Interlude en De voader.
Els Dottermans kreeg in 1992 de Theo d'Or voor haar rol in Wilde Lea.
Ilse Uitterlinden won in 1995 de Theo d'Or voor haar vertolking van Carlotta Monterey in O'Neill.
In 1998 werd Perceval bekroond door verschillende theatercritici met een prijs voor zijn theaterkritieken.
Op 1 mei 1999 kregen Tom Lanoye en Luk Perceval de Thalia-prijs voor het theaterstuk Ten Oorlog. De Duitse versie van het stuk, Schlachten! genoemd, gespeeld door het Deutsches Schauspielhaus Hamburg, werd in 2000 geselecteerd voor het prestigieuze Berliner Theatertreffen in Berlijn en ontving er de Innovations-Preis. Het theatermagazine Theater heute riep het stuk in 2010 uit tot "Inszenierung des Jahres".
In 2001 kregen Peter Verhelst en Luk Perceval de Taalunie Toneelschrijfprijs uitgereikt door de Nederlandse Taalunie voor Aars!.
In 2004 werd Andromak gespeeld op het Festival van Avignon en op het Internationaal Festival van Edinburgh.
In april 2014 ontving Perceval in het Bolsjojtheater in Moskou een Golden Mask Award. Perceval kreeg de Russische theaterprijs voor de voorstelling Draussen vor der Tür (Thalia Theater, Hamburg), die bekroond werd als beste buitenlandse productie.

## Citaten
- "Zelfs Tsjechov is in mijn ogen Vlaams. Ik zoek voortdurend naar Vlaamse elementen in klassieke stukken. Toneel heeft behoefte aan herkenbaarheid en dus moet je als maker verbindingslijnen leggen met de eigen maatschappij en cultuur. Je moet het vertalen naar het publiek waarvoor je speelt."

- "Jan Decleir zei ooit dat je in dit vak kunstenaars hebt en acteurs. Als dat waar is, dan weet ik zeker dat Dora [van der Groen] een kunstenaar is. Haar persoonlijkheid, haar gekte, haar engagement, haar kracht, da's ongelooflijk. Drie jaar lang heb ik mij aan het conservatorium ontzettend schrap moeten zetten tegen haar. En precies uit die spanning, uit dat opboksen tegen haar, is mijn extreme mening over ons vak gegroeid. Dat het allemaal vanuit de acteur zelf moet ontstaan."

- "In fact, you could argue that theatre is an en entirely meaningless activity. But precisely in this realisation lies the question about the meaning of 2500 years of meaningless theatre.[...] Is the meaning of theatre not the search itself? The 'not knowing' that wants to know, which leads to the realisation that much of what you believed to be it 'is not it'."

## Media
- Op zaterdag 14 november 2015 was Luc Perceval te gast in de afspraak een actualiteitsprogramma op de VRT. Dit om de terroristische aanslagen in Parijs te bespreken van de dag voordien. Luc Perceval verklaarde dat politici dringend met elkaar moesten spreken, indien nodig ook met IS (een terroristische organisatie). Dit veroorzaakte heel wat controverse in bepaalde media en op sociaalnetwerken.

## Werk

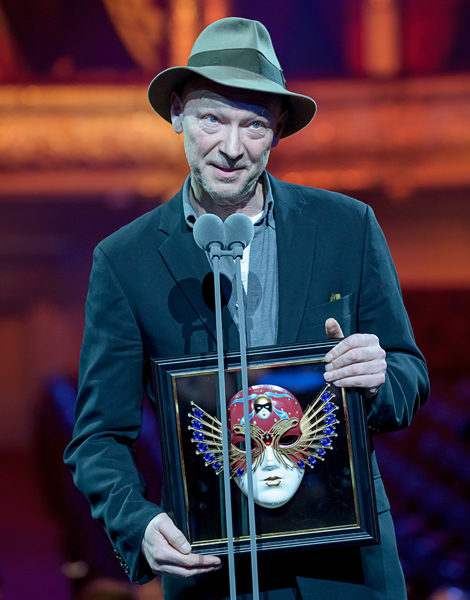
Golden Mask Award - 2014

- 1984: De geschiedenis van Don Quichote door Cide Hamete Benengeli, waarin verhaald wordt hetgeen men erin zal ervaren - Bewerking van Cervantes - BMC
- 1985: Totale sprakeloosheid - De dwang van de tafel - Bewerking van Peter Handke - BMC
- 1985: Cucaracha - of ons kleiner lot van verbijstering - BMC
- 1985: Merkwaardige paren - Bewerking van Gray Lucas - BMC
- 1985: Alles Liebe (All is Love) - Bewerking van Lope de Vega - Reizend Volkstheater
- 1986: Othello - Bewerking van William Shakespeare - BMC
- 1987: Pinokkio - Bewerking van Carlo Collodi - Nederlands Toneel Gent (NTG)
- 1988: De Meeuw - Bewerking van Anton Tsjechov - BMC
- 1990: Strange Interlude - Bewerking van Eugene O'Neill - BMC in samenwerking met Noordelijk Theater De Voorziening Groningen
- 1990: De voader - Bewerking van August Strindberg - BMC
- 1991: Ivanow - Bewerking van Anton Tsjechov - Nationale Toneel Den Haag
- 1991: Wilde Lea - Bewerking van Nestor de Tière - BMC
- 1992: Boste - Bewerking van Arne Sierens - BMC (samen met Johan Dehollander)
- 1992: Accidenten I - BMC
- 1992: Repetitie/I - Bewerking van Ingmar Bergman - BMC
- 1993: All for Love - Bewerking van John Dryden - BMC
- 1993: Accidenten II - BMC
- 1993: Joko - Bewerking van Roland Topor - BMC
- 1994: O'Neill en geef ons de schaduwen - Bewerking van Lars Norén - BMC
- 1997: Ten Oorlog - Tekst: Perceval en Tom Lanoye, bewerking van William Shakespeare - BMC
- 1998: Voor het pensioen - Bewerking van Thomas Bernard - BMC
- 1998: Franciska - Bewerking van Frank Wedekind - Het Toneelhuis in samenwerking met de Beethoven Academie
- 1999: Schlachten! - Duitse versie van Ten Oorlog - Schauspielhaus Hamburg in samenwerking met de Salzburger Festspiele '99
- 2000: Aars! - Tekst: Perceval en Peter Verhelst - Het Toneelhuis in samenwerking met Holland Festival¨
- 2000: Ridders - Het Toneelhuis
- 2001: Asem - Tekst: Thomas Joningk - Het Toneelhuis
- 2001: Traum im Herbst - Tekst: Jon Fosse - Die Münchner Kammerspiele
- 2002: L. King of Pain - Tekst: Peter Perceval, Luk Perceval en Klaus Reichert - Het Toneelhuis in samenwerking met Brugge 2002, Schauspielhannover, Schauspielhaus Zürich en Århus Festüge
- 2002: Andromak - Bewerking van Jean Racine - Het Toneelhuis
- 2002: Das kalte Kind - Tekst: Marius von Mayenburg - Schaubühne Berlin
- 2003: Uncle Vanja - Bewerking van Anton Tsjechov - Het Toneelhuis
- 2003: Andromache - Bewerking van Jean Racine - Schaubühne Berlin
- 2004: Macbeth - Bewerking van William Shakespeare - Het Toneelhuis
- 2004: Tristan und Isolde - Bewerking van Richard Wagner - Staatsopera Stuttgart
- 2004: Death of a Salesman - Bewerking van Arthur Miller - Het Toneelhuis

## Familie
Beide broers van Luk Perceval, Stefan Perceval en Peter Perceval, en zijn zonen Jeroen Perceval en Steven Perceval zijn eveneens actief in het toneel en film, als acteur of regisseur.